# 2016年東亞寒潮

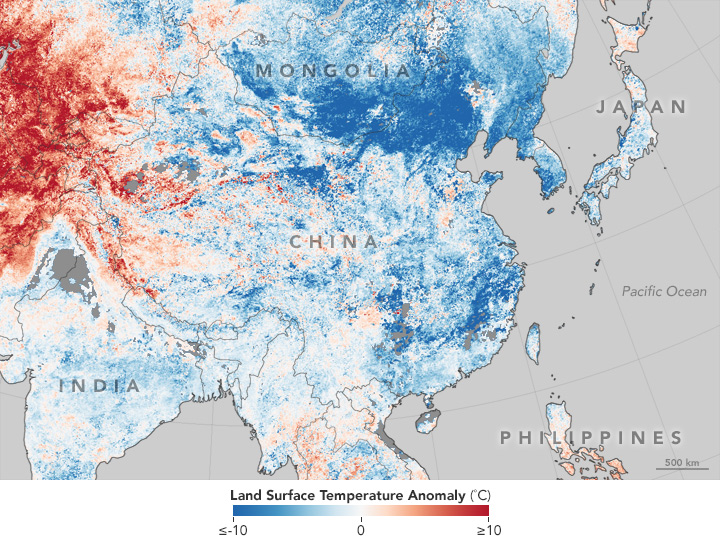
東亞寒流的影響範圍。中國大陸、朝鮮半島、日本、台灣及部分東南亞地區出現比一月份低的平均氣溫

2016年東亞寒流是2016年1月的強烈寒流。由於北極振盪出現，東亞各地區及東南亞部分地區出現寒流，導致中国大陆、香港、澳門、臺灣、朝鮮半島、日本，越南北部、泰国北部以及老挝出現極端低溫現象。

## 形成原因
这次寒流因北極振盪发生而引起。2015年底出現了有史以来最強的厄尔尼诺现象，全球各地出現了温度上升的状況。2015年聖誕節，南半球及北半球出現了温暖的氣溫現象，2016年元旦過後也是一样，但隨後出現了極端寒潮現象。
2015年12月，在大西洋形成的颶風一直向北推進，帶来大量低氣壓地區的温暖氣流。这股暖流穿過英格兰、美國和冰島，很快便到达北極地區上空，同时不断向北極地區推進，当时北極地區氣溫從-30℃急升至1℃。雖然此现像只维持短時間，但由於大量温暖氣流进入，本来穩定的極地漩渦開始分裂，形成多條南下寒流。當中包括東亞寒流。

## 受影響地區

### 中國大陸
- 寧波
- 宣城涇縣
- 銅陵
- 金華
- 上饒
- 韶關新豐

此次寒潮侵襲影響整个中國大陸地區，大部分地方出現大面積的降雪。

#### 廣東
此次寒潮侵襲，廣州、中山、珠海及東莞均有降雪。
在廣州，2016年1月23日晚上至25日凌晨在市區發佈了紅色寒冷警報信號，2016年1月24日凌晨出现極端氣溫-1℃，是中華人民共和國成立66年来广州第一次出現降雪。佛山和東莞記錄到全区域第一次降雪。受到微信中急速传播的白雲山出現一片白雪景象消息影響，大批市民于白雲山观赏降雪，廣園路出現堵车。當日白雲山半山腰出現冰掛；而摩星嶺出現了大範圍結冰現象。
在佛山當地，有4500位遊客為了观赏冰幕，在皂幕山頂露宿一晚。
在廣州和惠州交界的天堂頂，錄得-8.6℃的低溫。
在深圳亦出現了20年一見的降雪情景，而當地最高峰——梧桐山山頂也錄得-3.8℃的低溫。

#### 重慶
此次寒潮，令重慶20年来录得第一次降雪，2016年1月25日录得-4℃的低溫。

#### 上海
在上海，寒潮侵襲期間，申城出現連續70小时维持0℃以下的情景。在2016年1月22號下午5时，上海中心氣象台發佈藍色寒潮警報信號，1月23日出現了-7.2℃的極端最低氣溫。

#### 浙江
此次寒潮直接影響到整个浙江。在杭州，出現了西湖結冰現象多個小區水管爆开。2016年1月23日早上，省内部分地區氣溫降至-6～-9℃，山區及鄉鎮降至-9～-11℃，2016年1月24日早上8时，杭州大部分地區出現-6～-8℃的低溫，北高峰降至-9.7℃，臨安天目山，最低降至-19.9℃。

#### 內蒙古
在內蒙古，有「冷極村」之稱的根河市，2016年1月23日气温低至-47.9℃的低溫，当地出现日暈現象。在額爾古納，出現了-49.1℃的極寒氣溫。

#### 新疆
受到寒流侵襲影響，新疆中蒙邊界附近的生產建設兵團——第十師一八三團，出現-35℃低溫。而省會烏魯木齊，最低氣溫为-36.4℃。

#### 江西
2016年1月25日，江西全省37個市縣出現了超低氣溫，早上最低氣溫方面，贛北北邊地區和贛東北出現-8～-6℃低溫，局部山區出現-11～-9℃低溫；而贛南出現-4～-2℃低溫，局部-6℃低溫；全省其它地區出現-6～-4℃低溫，局部山區出現-8℃低溫。廬山山頂出現-14.7℃低溫。有「八一之城」之稱的南昌出現極端最低氣溫-5.3℃。24日出現大面積停電，15萬家庭受影響。

#### 廣西
廣西由於寒潮來襲，出現多縣、市道路及樹木結冰情況。在桂林全州縣，出現了-8.5℃的極端最低氣溫。首府南寧，出現了四十年一見的降雪現象。賀州、梧州、玉林都出现降雪現象。

#### 福建
受到寒流侵襲影響，2016年1月22日，福建大部分地區都跌至＜0℃的低溫。當日晚上至23日早上，南平、三明、寧德三市出現暴雪；而龍岩西北邊及福州西邊部分地區出現中至大暴雪降雪現象。24～26日西部同北部地區出現-14～-6℃气温；中南部地區沿海出現-2～2℃气温；其它地區出現-6～-2℃低溫。

#### 海南
此次寒流侵襲也影響了海南島、雷州半島及瓊州海峽、北部灣一帶。海南當地發佈了寒冷三級警報。海南最北邊的海口市，最低氣溫跌至5.6℃，瓊州海峽的輪渡在1月23日早上至25日為止出現全線停運。儋州蘭洋鎮，最低只有3.7℃。在中國最南邊的陸地及唯一熱帶海濱城市三亞，最低氣溫跌至只有11℃。

#### 吉林
吉林受寒潮侵襲影響，當地在2016年1月21日發出藍色嚴寒警報。長春氣溫一直降至-28℃。在長白山，1月26日出現降雪現象，氣溫驟降至-42℃低温。而最近吉林延吉氣溫亦低至-25℃低温。

#### 北京
中國首都北京市在2016年1月22日出現了-17℃的低溫，是近30年来最低。有記者尝试把一杯80～95℃的热水倒在護欄上，3分鐘后全部都結成了冰。

#### 河北和河南
河北當地，由於寒潮來襲，省會石家莊的氣溫一度低至-14.5℃，有記者尝试把一支裝着礦泉水的水瓶比較濕了的褲，3分鐘后，水瓶的水變成冰，濕了的褲像木板一样硬。邯鄲亦出現-16℃低溫；東北因1976年大地震而出名的唐山當日出現-25.1℃低溫。
与全国大多数地方不同，河南部分地区由于在此次寒潮期间受到焚风影响，低温并不太显著。省会郑州甚至仅仅降到了-9.3℃（冬季均温相同地区这轮降温过程大多低过了-13℃），此温度仅仅打平了3年前的最低气温，最高温亦仅仅降到了-1.7℃。此次强寒潮过程中郑州未能出现全国其他绝大多数地区出现的严重低温过程。

### 香港

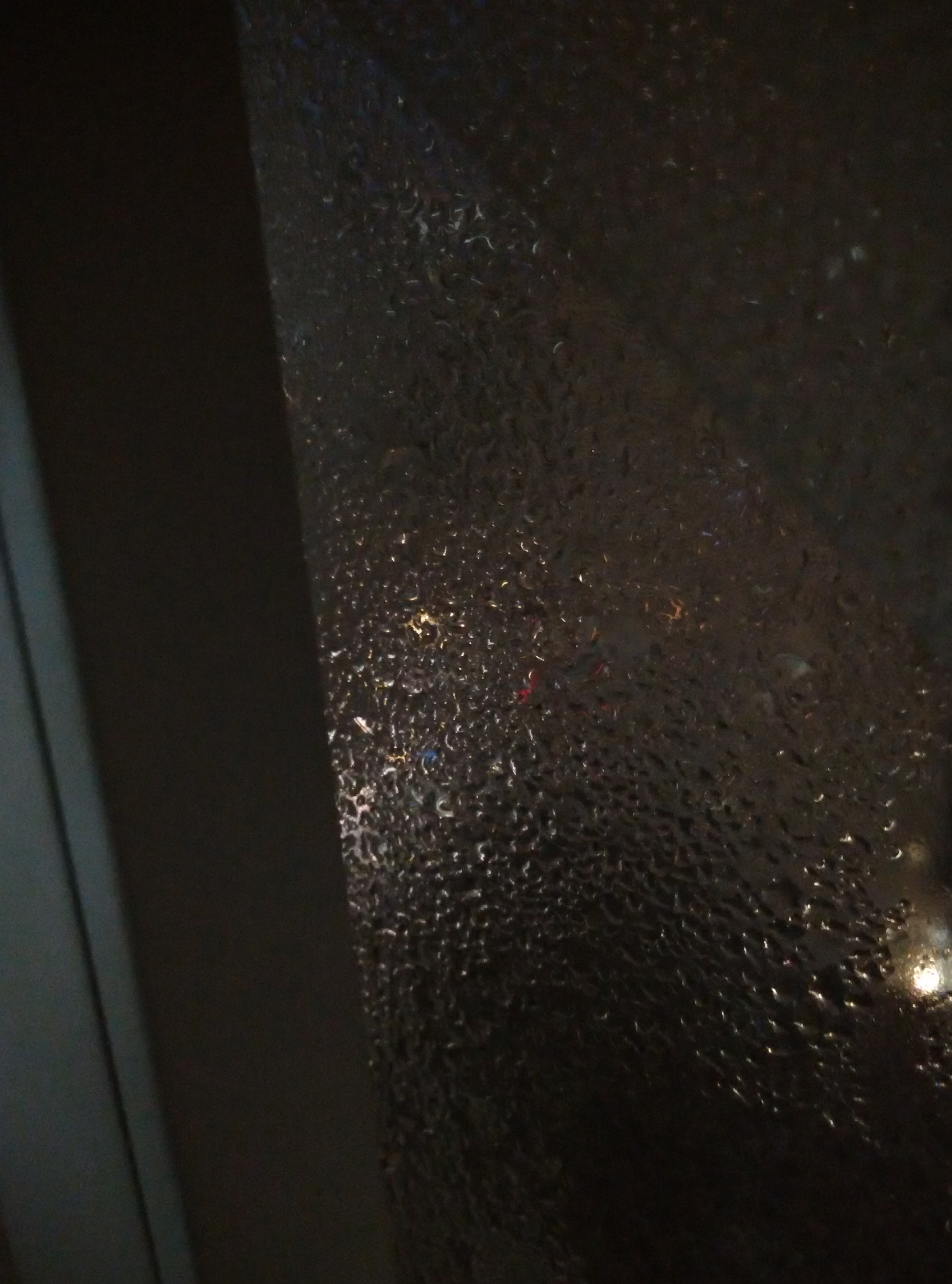
因天氣寒冷而凝結在窗戶上的水點，攝於香港市區

香港在2016年1月24日下午3时40分在尖沙嘴天文台總部錄得只有3.1℃低溫，是1957年以来最低溫，創1885年有紀錄以来，史上第3最低低溫紀錄。受天雨影響，香港各區氣溫較為相近，根據天文台氣象站數據，普遍錄得約1至3度低溫，觀塘和九龍城更罕有地出現1.9℃低溫。而流浮山和粉嶺等地更疑似出現自1975年以來首次純降雪天氣，但由於科學分析上條件不適合降雪，最終不被天文台認受為降雪報告。而在港島的太平山頂出現-1.0℃低溫，出現大範圍結霜、結冰及雨夾雪天氣。。香港最高峰——大帽山在2016年1月25日凌晨4时出現-6.7℃的極端最低氣溫，是大帽山自1996年有紀錄以来最低温，路面、草木，及全港多區（包括港島和九龍的市區），山區出現大範圍結霜、結冰、霧淞或降雪天氣，新界北上水出現疑似降冰現象。
2016年1月24日，香港幼稚園、小學和肢體傷殘兒童學校停課一日，但校舍照常開放，以照顧回校的學生。受到大帽山嚴重結冰、降雪天氣及猛烈陣風影響，原定于24日舉辦的香港100越野長跑賽在當日凌晨5时取消。

### 澳門
受到寒流侵襲影響，澳門在2016年1月24日下午2时15分出現1.6℃低溫，是1949年以来的1月最低氣溫。當日早上出現了雨夾雪(霰)現象 ，當日亦錄得1038.3百帕斯卡，為有紀錄以來最高氣壓。當日亦錄得152km/h的陣風，創下冬季最大陣風之紀錄。
受強風影響下，當日上午，拖船“TX”在氹仔北安碼頭對開 E1 填海區海面 入水沉沒，沉沒概位為北緯 22. 10.15’、東經 113. 34.19’，事件中沒有人員受傷。

### 台灣
- 大屯山
- 臺北山區
- 汐止五指山
- 陽明山
- 陽明山夢幻湖積雪

2016年一月寒潮台灣降雪分布圖

在臺灣，此次寒流創了大量觀測站入冬有史以來的最低氣溫，出現大範圍降雪或霰情况，除桃園市楊梅區外，新北市新店區亦出現10cm厚的積雪。而苗栗縣南庄鄉的鹿場部落出現積雪現象，當地耆老稱居住80年來「從來沒看過鹿場下雪」。而陽明山頂出現-3.7℃的極端最低氣溫。
而臺北站在2016年1月24日出現4℃低溫，更首次於同日16:00測得冰霰的紀錄，玉山也測得-4.5℃低溫，新竹市區低溫為2.9℃。 。
此次寒流期间有12間學校在25日停課一日。

### 日本
寒潮侵襲影响整个日本。在琉球群島沖繩縣，第一次出現雨夾雪現象，也是39年来第一次出現降雪天氣；在鹿兒島縣的奄美大島出現降雪，为115年第一次；在長崎市出現17cm的積雪；北海道北廣島町八幡地區，出現142cm厚的積雪，下川町及上川町分別出現-31.8℃及-41.2℃低溫。在本州島，2016年1月24日在九州島的長崎市、佐賀市、山口市、熊本縣、南阿蘇村、福岡市出現降雪現象。富士山頂錄得-38℃低溫。而大阪及長濱出現因路面積雪而導致交通癱瘓的情況。

### 朝鮮半島
此次寒流，整个朝鮮半島都受到影响。

#### 南韓
寒流造成濟州島约1200個航班延誤及取消，導致约90300位乘客在機場滯留。23日晚上20:00，濟州當地積雪高度为12cm，打破當地32年来的歷史紀錄；而最低温度为-5.8℃，打破40年来的歷史最低紀錄。鬱陵島錄得137.3cm的降雪量及-14.8℃低溫。首爾當地錄得-18℃低溫，是15年来的歷史最低值。西歸浦當地錄得-6.4℃低溫。而太白市當地錄得-23℃的歷史最低氣溫。

#### 北韓
平壤出現-19℃低溫；三池淵郡出現-37.5℃的極端最低氣溫。

### 東南亞

#### 越南
從2016年1月23日開始，老街省氣溫降至<5℃；而沙巴縣及伊子縣等山區一度接近0℃，晚上出現降雪现象。24日上午，周圍白茫茫一片。在巴位山錄得-2℃低溫，永福及牡山出現冰掛现象，同时亦出現降雪现象。安沛省、廣寧省安子山河平遼、河江省及文岩石高原等地出現未曾出现的降雪天氣现象。在乂安的部分城鎮亦有降雪。而首都河內，最低氣溫只有4.9℃。

#### 泰國
此次寒潮亦侵襲了位处熱帶的泰國地區。泰國氣象廳向曼谷中部、東北部及北部地區發佈低溫寒潮警報至27日。在曼谷出現了當地較少見的17.5℃低溫，在清萊府美塞縣泵堪區昌木山區，25日中午出現-3℃的極端最低氣溫。

#### 老撾
在老撾當地，首都萬象錄得10.4攝氏度的低溫，其它省份方面，分別錄得最高16.1℃、最低4.5℃的氣溫。最南邊的阿速坡省，最高温度亦少于20℃。位于中部地區的甘蒙省，更出現3.3℃低溫。而最北邊的豐沙里省，當地政府在2016年1月24日宣佈因低溫而放假三日，在三日公眾假期期間，出現了降霜現象。26日更出現-1.5℃低溫。